# ユーゴスラビアの旗一覧
ユーゴスラビアの旗一覧は、かつてユーゴスラビアで使用されていた旗の一覧。

## 国旗
「ユーゴスラビアの国旗」も参照

?セルビア人・クロアチア人・スロベニア人王国の国旗
?セルビア人・クロアチア人・スロベニア人王国の政府旗
?ユーゴスラビア王国の国旗
?ユーゴスラビア王国の政府旗
?ユーゴスラビア人民連邦共和国や社会主義連邦共和国の国旗
?ユーゴスラビア連邦共和国の国旗

## 構成体の旗

### ユーゴスラビア連邦人民共和国および社会主義連邦共和国

?ヴォイヴォディナ社会主義自治州の旗
?マケドニア社会主義共和国の国旗
?クロアチア社会主義共和国の国旗
?コソボ社会主義自治州の旗
?スロベニア社会主義共和国の国旗
?セルビア社会主義共和国の国旗
?ボスニア・ヘルツェゴビナ社会主義共和国の国旗
モンテネグロ社会主義共和国の国旗

### ユーゴスラビア連邦人民共和国および社会主義連邦共和国のマイノリティー

?アルバニア系人の旗
?イタリア系人の旗
?ウクライナ系人・ルシン系人の旗
?チェコスロバキア系人の旗
?ドイツ系人の旗
?トルコ系人の旗
?ハンガリー系人の旗
?ブルガリア系人の旗

### ユーゴスラビア連邦共和国

?モンテネグロ共和国の国旗
?セルビア共和国の国旗
?コソボ・メトヒヤ自治州の旗
?ヴォイヴォディナ自治州の旗

## 軍旗

?セルビア人・クロアチア人・スロベニア人王国の軍艦旗
?ユーゴスラビア王国の軍艦旗

### ユーゴスラビア連邦人民共和国や社会主義連邦共和国

?ユーゴスラビア人民連邦共和国や社会主義連邦共和国の軍艦旗
?ユーゴスラビア連邦人民共和国や社会主義連邦共和国の海軍用国籍旗